# Телохранители британского монарха

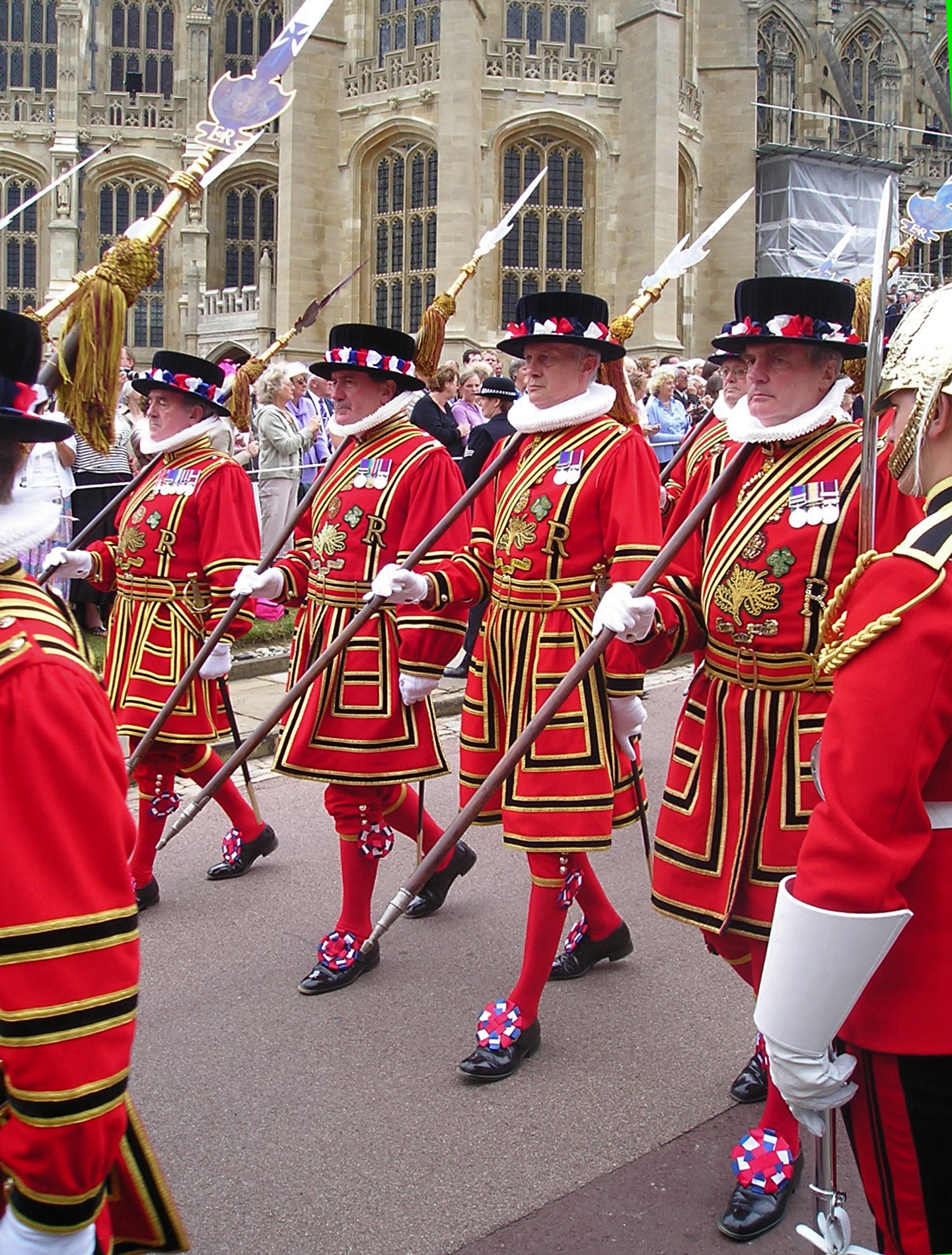
Йоменская стража телохранителй

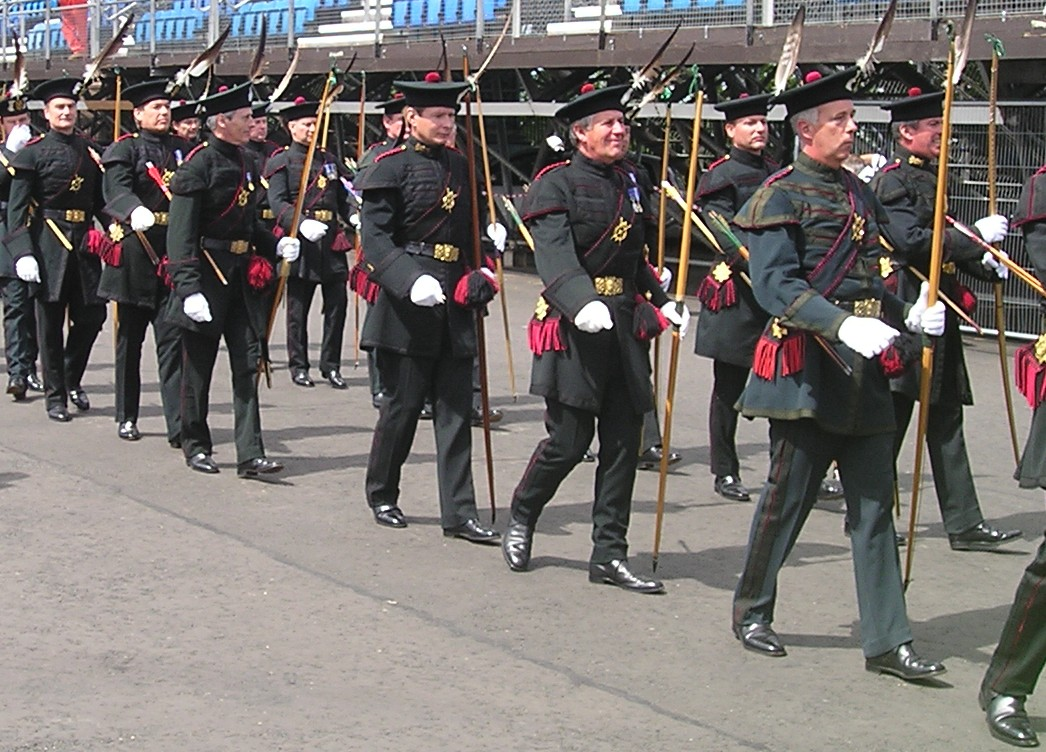
Королевская рота лучников

Телохранители британского монарха (англ. Sovereign's Bodyguard) — название трёх церемониальных подразделений Великобритании, обязанностями которых является охрана британского монарха. Таковыми являются:
- Её Величества телохранители из корпуса офицеров почётного эскорта (образованы в 1509 году)
- Йоменская стража телохранителей Короля[англ.] (образованы в 1485 году)
- Королевская рота лучников, шотландские телохранители Короля[англ.] (образованы в 1676 году, на королевской службе с 1822 года)

Старшим по званию является Корпус офицеров почётного эскорта как самая близкая охрана британского монарха, ниже этого корпуса по старшинству идут Гвардейские йомены. Королевская рота лучников выполняет обязанности по охране Короля, если она находится с визитом в Шотландии.